# آلفين هيد مور
آلفين هيد مور هو سياسي كندي، ولد في 20 أبريل 1838 في Hatley, Quebec (historic township) ‏ في كندا، وتوفي في 20 فبراير 1911. نشط حزبياً في حزب كندا المحافظ. وقد انتخب عمدة وانتخب عضو مجلس العموم الكندي.